# Björsjön (Regna socken, Östergötland)
Björsjön är en sjö i Finspångs kommun i Östergötland och ingår i Nyköpingsåns huvudavrinningsområde.